# Jacqueline Whang-Peng
Jacqueline Jia-Kang Whang-Peng (chino: 彭汪嘉康) (1932) es una médico-científica taiwanesa-estadounidense especializada en citogenética del cáncer, así como en genética médica, oncología genética y cartografía genética. Fue investigadora del Instituto Nacional del Cáncer de 1960 a 1993.

## Primeros años y educación
Jacqueline Jia-Kang Whang-Peng nació en Suzhou. Whang-Peng se doctoró en la Universidad Médica de Taipéi en 1956. De 1955 a 1957, fue interna y fija en cirugía en el Hospital Universitario Nacional de Taiwán. Estuvo en el Hospital de Nueva Inglaterra como interna residente y jefa de residentes de cirugía. A continuación, realizó una residencia en el Quincy City Hospital en patología y en el George Washington University Hospital en medicina interna antes de incorporarse a los Institutos Nacionales de Salud (NIH) en 1960.

## Carrera profesional
Whang-Peng se incorporó a la rama de medicina del Instituto Nacional del Cáncer (NCI) en 1960. En 1968, era investigadora principal en el área de ensayos clínicos del NCI. En 1972, fue investigadora principal en la rama de Biología Celular de Tumores Humanos del NCI, donde realizó investigaciones citogenéticas destinadas a explicar los mecanismos de control celular en el cáncer humano.
Whang-Peng ha sido reconocida por su trabajo en citogenética por investigadores de todo el mundo. Ha publicado más de 200 artículos científicos. Whang-Peng ha instruido a varios profesionales de alto nivel en este campo. En 1972, fue editora asociada del Journal of the National Cancer Institute. Desde 1993, Whang-Peng forma parte del consejo editorial de la revista Genes, Chromosomes and Cancer desde 1989. Whang-Peng es miembro de la Sociedad Reticuloendotelial, la Sociedad Americana de Hematología, la Asociación Americana para el Avance de la Ciencia y la Fundación para la Educación Avanzada en las Ciencias.
Whang-Peng era jefa de la sección de oncología citogenética de la Sección de Medicina del NCI cuando se jubiló el 31 de diciembre de 1993. Regresó a Taiwán para ayudar en los ensayos clínicos sobre cánceres de hígado y cuello de útero.

### Investigación

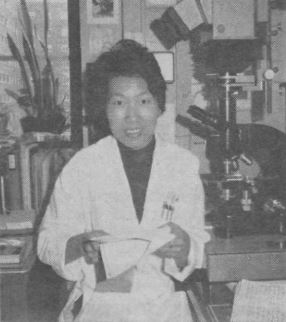
Whang-Peng en el NCI

En colaboración con Joe Hin Tjio, del Instituto Nacional de Artritis y Enfermedades Metabólicas, desarrolló una técnica de preparación de células de mamífero para el estudio de su complemento cromosómico. Esta técnica es utilizada ahora por muchos investigadores y se considera responsable de gran parte de los avances que se han realizado en el área
Fue la principal asesora de otros investigadores de los NIH en enfermedades de errores innatos del metabolismo y en enfermedades con anomalías hereditarias o congénitas. Dedicó buena parte de su tiempo a la investigación de la cinética y la biología de las células leucémicas. Whang-Peng demostró que los leucocitos sanguíneos leucémicos inmaduros son capaces de madurar y diferenciarse en cultivos de tejidos y que estas células son capaces de fagocitar. Sus estudios tienen importantes implicaciones en la comprensión de la leucemia y en el tratamiento de los pacientes con esta enfermedad. Sus intereses de investigación se centran en la determinación de las diferencias citogenéticas entre las células cancerosas y las normales, así como en la genética médica, la oncología genética y el mapeo de genes.
Sus estudios sobre el linfoma de Burkitt han revelado la presencia de una alteración cromosómica específica tanto en las células del tumor original como en las células tumorales después del cultivo

## Premios y honores
Whang-Peng fue galardonada por la Asociación Internacional de Clubes de Leones y el China Daily News. En 1968, Whang-Peng fue nombrada Mujer del Año en medicina por la República de China por su trabajo en biología celular maligna y cromosomas en la malignidad humana. Su premio fue entregado por el ex vice primer ministro Wang Yun-wu. En 1972, Whang-Peng fue una de las dos primeras mujeres en recibir el premio Arthur S. Flemming. Ha recibido premios científicos de la Sociedad Médica Chino Americana (1985), la Organización de Chinos Americanos (1989) y un premio de reconocimiento del PHS en 1989.

## Vida personal
Whang-Peng se convirtió en ciudadana estadounidense en junio de 1970. Está casada con George Peng, un ingeniero mecánico. Tienen cuatro hijos.